# Никита Ремесиански
Никита Ремесиански (на латински: Nicetius или Nicaeas, Niceas, Nicetus, Nicetas, на старогръцки: Νικήτίος) е римски църковен деец от ІV – V век, епископ на Ремесиана (античен град на мястото на днешния Бела паланка) в римската провинция Вътрешна Дакия.

## Биография
Произлиза от илирийското племе дардани. Има предположения, че епископ Никита Ремесиански е автор на превода на Библията на тракийски език - така наречената Библия Бесика, но за това съществуват спорове, тъй като неговата дейност е спомената само в два извора. Евсевий Йероним съобщава в едно свое писмо, че Никита направил така, „щото звероподобните беси, които някога са принасяли в жертва хора, заменили скърцането на зъбите и гнева си със сладката песен на Христос“. В част от поема, писана от свети Павлин Нолански около 400 година и посветена на епископа на Ремесиана, пише:
| „ | Νam simul terris animisque duri et sua Bessi nive duriores nunc oves facti duce te gregantur pacis in aulam. Нали бесите, ако земята и душата им са корави, ако и те самите са по-корави от тамошния сняг, са станали сега по твое напътствие кротки овце, които се трупат в кошарата на мира. | “ |

В историческата наука няма консенсус дали Никита е превел Библията на езика на бесите, или само е проповядвал сред тях на техния език.
Късноантичната базилика с амвон за проповеди и купел, открита в Перперикон, се счита, че е свързана с покръстването на бесите и с манастира.
За разлика от Библията на Вулфила с готската азбука и Ватиканският пергамент – най-ранния кирилски ръкопис, няма открити оцелели образци от азбуката и библията на траките.
Предполага се, че показаното на св. Константин Кирил Философ и на св. Методий в Херсонес по време на хазарската им мисия преведено на нов език Свето писание, написано с както са наречени в изворите „рожки букви“, е именно един тъкъв екземпляр или екземпляр от труда на епископ Вулфила, извършен за готите.
Никита Ремесиански е светия и се чества на 22 юни.